# Joan Bennett Kennedy

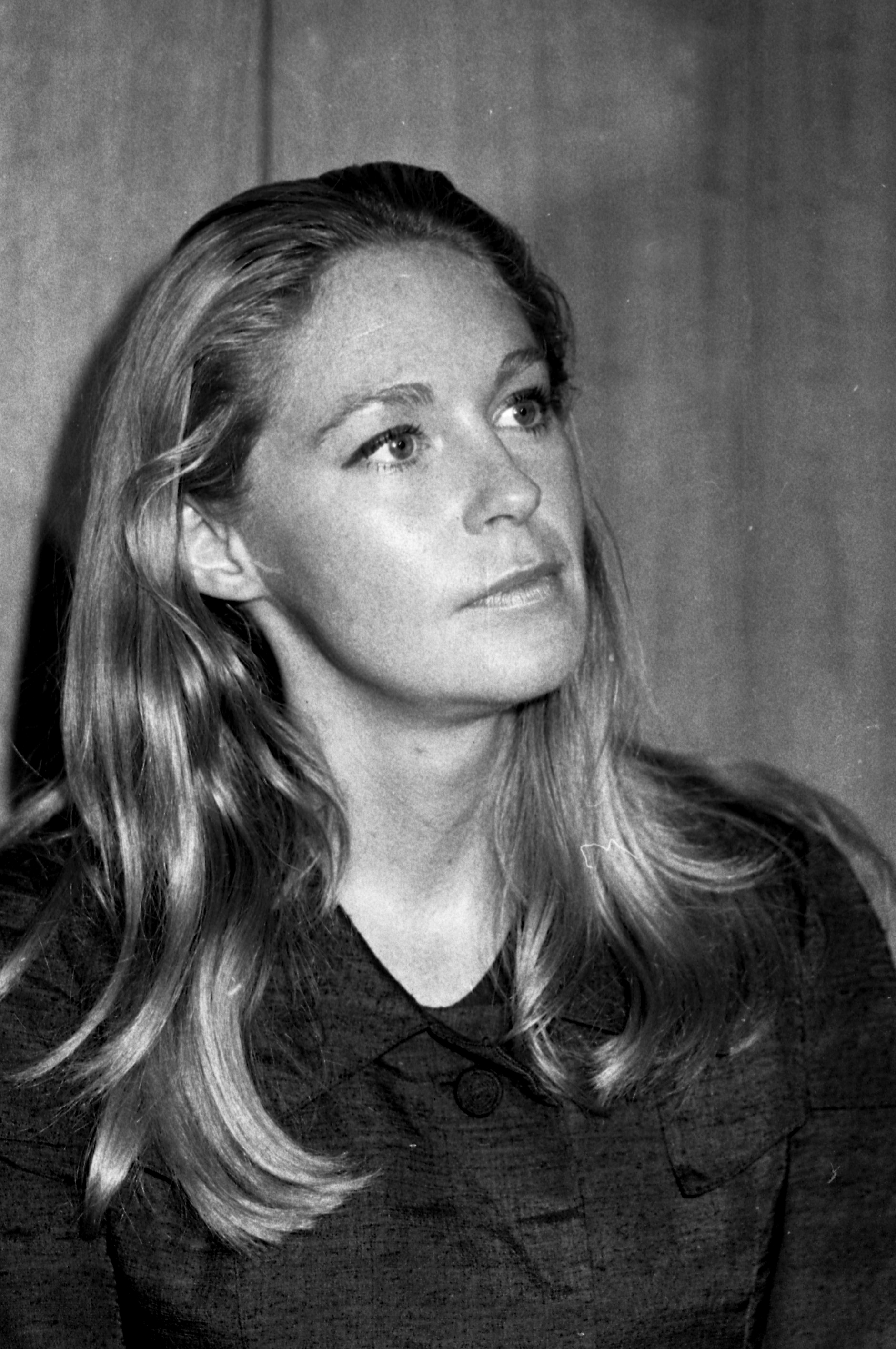
Joan Bennett Kennedy, 1966

Joan Bennett Kennedy (* 2. September 1936 in Riverdale, New York (Bundesstaat) als Virginia Joan Bennett), ehemaliges Model, Schauspielerin und Pianistin, zählt zur amerikanischen High Society. Von 1958 bis 1982 war sie die erste Ehefrau von Senator Edward Kennedy, mit dem sie drei Kinder hat. Die Medien berichteten wiederholt über ihren Alkoholismus. Seit 2005 steht sie unter der Vormundschaft ihrer Kinder.

## Leben
Virginia Joan Bennett Kennedy wurde 1936 als Tochter von  Henry Wiggin Bennett Jr. and Virginia Joan Stead Bennett in der Bronx geboren. Ihre Eltern, die angeblich beide unbehandelte Alkoholiker waren, erzogen sie katholisch.
An der Privatuniversität Manhattanville im New Yorker Stadtteil Purchase freundete sie sich mit Jean Ann Kennedy-Smith und Ethel Skakel an, die später Robert F. Kennedy heiratete. Joan jobbte neben dem Studium als Model und war in Werbeclips für Coca-Cola und Revlon zu sehen und übernahm außerdem einige kleine Rollen als Schauspielerin in US-Fernsehserien.
Auf einer Gedenkfeier für ihre verstorbene Schwester Kathleen Jean, lernte sie 1957 die Familie Kennedy, sowie den jüngsten Sohn Edward kennen. Obwohl Edward an der University of Virginia studierte, wurden die beiden ein Paar und Edward machte Joan noch im selben Jahr einen Heiratsantrag. Die beiden heirateten am 30. November 1958 in New York. Das Paar bekam drei Kinder: 1960 wurde die Tochter Kara Ann geboren, 1961 Sohn Edward Moore und 1967 schließlich noch Patrick Joseph.

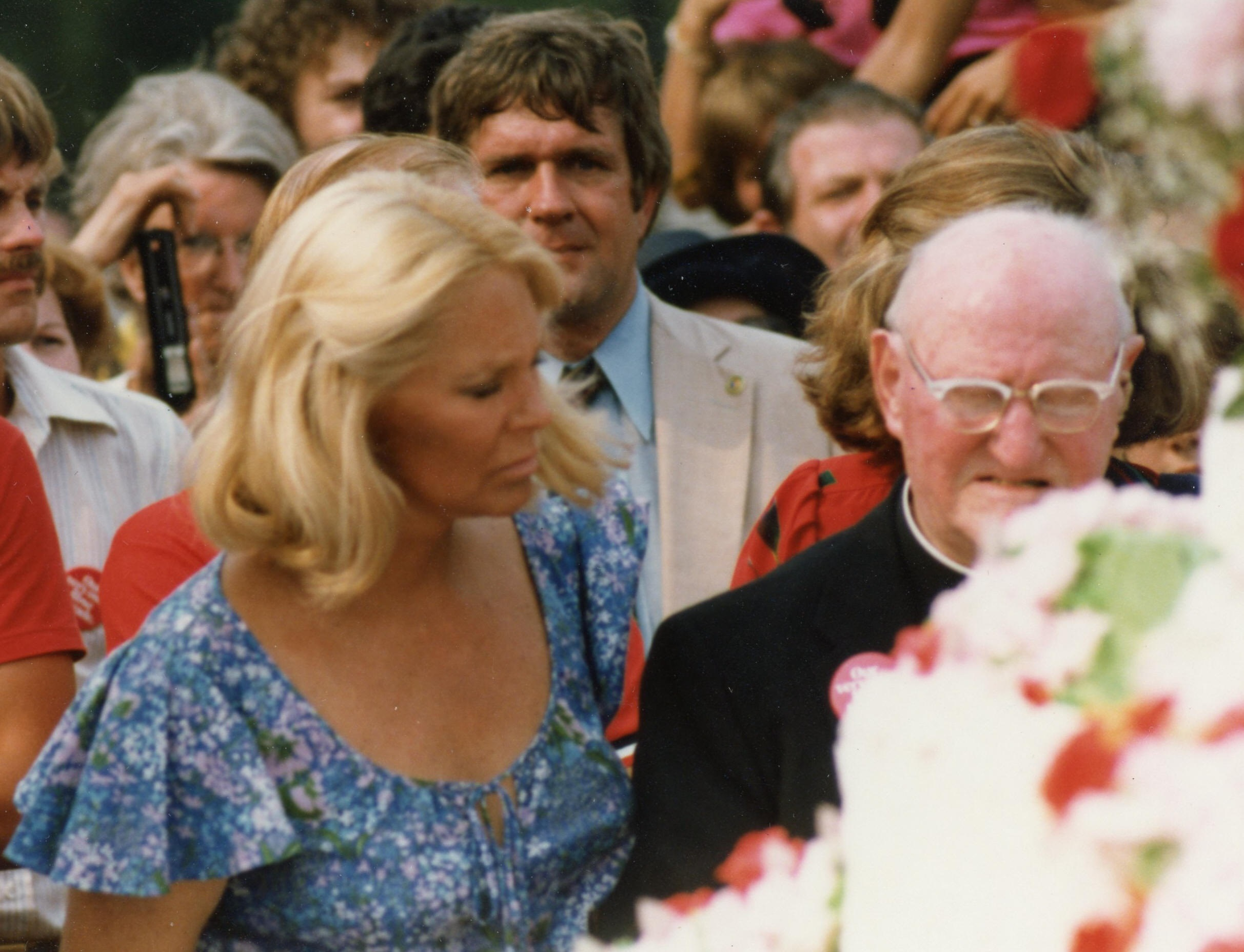
Joan Bennett Kennedy (1980)

Als Edwards Bruder John F. Kennedy Ende 1960 zum Präsident der Vereinigten Staaten gewählt wurde, bewarb Edward sich um seinen frei gewordnen Platz im Senat und wurde der jüngste Senator der USA. Die Ehe soll jedoch nicht glücklich gewesen sein, was unter anderem daran lag, dass Edward sich regelmäßig mit anderen Frauen einließ und Joan drei Kinder während der Schwangerschaft verlor. Im Jahr 1964 hatte Joan eine Totgeburt. Eine Fehlgeburt folgte dem Tod von Mary Jo Kopechne, die 1969 bei Martha’s Vineyard ertrank, wo sie sich in Edwards Begleitung befunden hatte.
Joans Alkoholproblem fiel der Öffentlichkeit erstmals 1974 auf, als sie für Trunkenheit am Steuer belangt wurde.
Als Edward 1980 zur Präsidentschaftswahl antrat, zeigte sich das Paar in Einigkeit, obwohl sich die beiden zwischenzeitlich bereits räumlich getrennt hatten. Nachdem Edward sich parteiintern nicht gegen Jimmy Carter durchsetzen konnte, trennte sich das Paar auch öffentlich. 1982 ließen sich die Eheleute scheiden.
Sowohl 1988 als auch 1991 fiel Joan erneut durch Alkohol am Steuer auf. Ihre Versuche mit dem Trinken aufzuhören scheiterten.
Im Jahr 2000, Joan war mittlerweile 63, erschien ein Artikel über sie, der sie als aktive Großmutter von vier Enkelkindern, Beraterin bei den Anonymen Alkoholikern und 
Musikerin darstellte. Damals machte sie die Angabe, bereits seit 9 Jahren trocken zu sein.
Dennoch erfolgten weitere Festnahmen wegen Alkohol am Steuer, 2000 und 2005. Als Folge des Vorfalles von 2005 beantragten ihre Kinder die Vormundschaft für ihre Mutter, die ihnen gerichtlich zugestanden wurde.